# Hemimycale arabica
Hemimycale arabica är en svampdjursart som beskrevs av Ilan, Gugel och van Soest 2004. Hemimycale arabica ingår i släktet Hemimycale och familjen Hymedesmiidae.
Artens utbredningsområde är havet utanför Israel. Inga underarter finns listade i Catalogue of Life.